# Pierre-Anastase Pichenot
Pierre-Anastase Pichenot, né à Nuits-sous-Ravière dans l'Yonne le 23 octobre 1816 et mort à Chambéry le 5 octobre 1880, est un évêque français, évêque de Tarbes de 1870 à 1873, puis archevêque de Chambéry de 1873 à 1880.

## Biographie
Pierre-Anastase Pichenot est né le 23 octobre 1816 à Nuits-sous-Ravière (Yonne) et est le quatorzième enfant d'un couple de boulangers.
Il est ordonné prêtre en 1842 et devient vicaire de la cathédrale de Sens et aumônier du collège de cette ville. En 1848, il devient curé de Saint-Pierre de Sens, puis archiprêtre de la cathédrale Saint-Étienne de Sens. En 1862 il devient vicaire général de Sens. Il est fait chevalier de la Légion d'honneur le 1er août 1868.

### Épiscopat
Il est proposé pour être évêque de Tarbes le 16 mars 1870, sa nomination étant confirmée, comme le veut le  régime concordataire alors en vigueur, le 27 juin suivant. Il prend possession de son siège le 15 août 1870 et l'archevêque de Sens Victor-Félix Bernadou le sacre le 21 août en la cathédrale de Sens. Il rencontre à Nevers, le 3 septembre, Bernadette Soubirous devenue sœur Marie-Bernard, avant de rejoindre son nouveau diocèse.
Le 15 août 1871, il bénit et inaugure la chapelle demandée par Marie à Bernadette et qui deviendra la basilique de l'Immaculée-Conception. Du 5 au 8 octobre 1872, il accueille à Lourdes la « procession des bannières » et le 8 décembre de la même année, il établit l'archiconfrérie de Notre-Dame de la Grotte.
Le 25 juillet 1873, il est transféré au siège métropolitain de Chambéry.
Il est élu le 4 mars 1875 à l'Académie des sciences, belles-lettres et arts de Savoie, avec pour titre académique « correspondant » .

## Armes
D'azur à 3 épis de blé d'or soutenus d'un croissant d'argent, accompagnés en chef de 2 grappes de raisin d'argent tigées de sinople.

## Distinction
- Chevalier de la Légion d'honneur  (1er août 1868)[4]